# Франческо Лаурана
Франческо Лаурана (итал. Francesco Laurana; Врана, Пакоштане, око 1430 – Авињон, 12. марта 1502) био је италијански ренесансни вајар и архитекта.

## Живот и рад
Рођен је у Врани (итал. Aurana, Laurana Arauzona) те се претпоставља да презиме Лаурана потиче од назива његовог родног места, а помиње се у документима и као Фрначеско „из Задра“, јер се Врана налази у близини Задра. У то време део Далмације је био под влашћу Млетачке републике, али је то подручје имало своју богату аутономну културу, делом наслеђену из античке римске културе.
Франческо је има старијег брата Лучана, који је, такође, био архитекта.
Лауранин долазак Напуљ је од пресудног значаја за његов рад. У периоду (1453—1458) учествује у раду на славолуку Алфонса V Арагонског. У периоду (1467—1471) борави на Сицилији, где је радио капелу Мастрантомио цркве Св. Фрање Асишког у Палерму. Сматра се да је то био кључни тренутак за увођење ренесансног стила на Сицилији, како у скулптури, тако и у архитектури. Радио је у Палерму, Нотоу, Месини, али и у Фрнацуској, у Авињону, Тараскону и Ле Ману.
Познат је по женским бистама ретке лепоте, изузетно добро обликована које одликује његов особени стил. Последње архитектонско дело ради у Марсељу – капела Св. Лазара у марсељској катедрали (1475—1481).
Умро је у Прованси (највероватније у Авињону) 1502. године.